# Zawiszyn
Zawiszyn (Duits: Katharinenhof) is een plaats in het Poolse woiwodschap Ermland-Mazurië, in het district Gołdapski. De plaats maakt deel uit van de gemeente Dubeninki en telt 70 inwoners.